# Emilio Walter Álvarez
Pour les articles homonymes, voir Emilio Álvarez et Álvarez.
Emilio Walter Álvarez Silva (né le 10 février 1939 à Montevideo en Uruguay et mort le 22 avril 2010 dans la même ville) est un joueur de football international uruguayen, qui évoluait au poste de défenseur.

## Biographie

### Carrière en club
Avec le Club Nacional, il remporte quatre championnats d'Uruguay, et joue trois finales de Copa Libertadores, toutes perdues.

### Carrière en sélection
Avec l'équipe d'Uruguay, il joue 18 matchs (pour aucun but inscrit) entre 1960 et 1967. 
Il figure dans le groupe des sélectionnés lors des Coupes du monde de 1962 et de 1966. Lors du mondial 1962 organisé au Chili, il joue trois matchs : contre la Colombie, la Yougoslavie et enfin l'URSS. En revanche, lors du mondial 1966 organisé en Angleterre, il ne joue aucun match.

## Palmarès
Club Nacional
- Championnat d'Uruguay (4) :
  - Champion : 1963, 1966, 1969 et 1970.

- Copa Libertadores :
  - Finaliste : 1964, 1967 et 1969.